# Jōji Iida
Jōji Iida (飯田 譲治 Iida Jōji, auch George Iida; * 1. März 1959 in Suwa, Nagano) ist ein japanischer Filmregisseur, Drehbuchautor und Mangaka.

## Leben
In seiner Jugend war Jōji Iida begeisterter Filmfan. Insbesondere mochte er Tatsumi Kumashiro und dessen Low-Budget-Sexfilme wie Sayuri, die Stripperin (1972). Er entschied sich nach der Schule Filmemacher zu werden und studierte Film. Sein erster Kurzfilm Intermission (Kyukei) erschien 1980 auf dem Pia Film Festival. Es folgten Arbeiten als Drehbuchautor für Softcore-Filme, sogenannte pinku eiga und als Assistant Director.
1987 erschien sein Biopunk-Kurzfilm Cyclops. Anschließend folgte 1989 Battle Heater, eine Horrorkomödie über ein mordendes Kotatsu im Stile von Angriff der Killertomaten. Von 1992 bis 1993 drehte er die Serie Night Head, die mehrere Ableger hervorbrachte, darunter einen Manga, für den er auch als Autor tätig war, sowie die Serien Night Head Genesis und Night Head 2041. 1993 drehte er zu Tokyo Babylon die Manga-Realverfilmung Tokyo Babylon 1999.
1995 schrieb er das Drehbuch für den Fernsehfilm Ringu, basierend auf dem Roman The Ring von Kōji Suzuki und die Quasi-Fortsetzung Ring – Spiral. Die Filme wurden allerdings überschattet von den späteren Erfolgen Ring – Das Original (1998) und dem US-amerikanischen Remake Ring (2002).
Es folgten Another Heaven, ein Realfilm zum Manga Dragon Head, und der Martial-Arts-Film Black Belt (2007).

## Filmografie

### Regie
- 1987: Cyclops (Kikuropusu)
- 1989: Battle Heater: Kotatsu
- 1992–1989: Night Head (Fernsehserie)
- 1993: Tokyo Babylon 1999
- 1998: Ring – Spiral (Rasen)
- 2000: Another Heaven (Anazahevun)
- 2002: Jam Films (Episode:コールドスリープ Cold Sleep)
- 2003: Dragon Head (Doragon heddo)
- 2012: Strangers 6 (Fernsehserie)

### Drehbuch
- 1995: Ringu
- 2000–2001: Sci-Fi Harry
- 2006: Night Head Genesis
- 2007: Black Belt (Kuro-obi)

### Mangaserien
- 1995: Sci-Fi Harry (20 Bände)